# 秋里
秋里（1926年—2008年），男，山东人，中国指挥家，曾任中央乐团指挥，中国音乐家协会理事，中国合唱协会副理事长。